# Majernik
Majernik (nemško Maiernigg) je naselje v Občini Otok v Okraju Celovec-dežela na Koroškem v Avstriji.